# Paul MacDermid
Paul MacDermid (* 14. April 1963 in Chesley, Ontario) ist ein ehemaliger kanadischer Eishockeyspieler. Der rechte Flügelstürmer bestritt zwischen 1982 und 1995 über 700 Spiele für die Hartford Whalers, Winnipeg Jets, Washington Capitals und Nordiques de Québec in der National Hockey League.

## Karriere

### Anfänge in Hartford
Paul MacDermid spielte in seiner Jugend für die Windsor Spitfires in der Ontario Hockey League (OHL), der höchsten Juniorenliga seiner Heimatprovinz. Im NHL Entry Draft 1981 wählten ihn die Hartford Whalers an 61. Position aus, jedoch lief der Flügelstürmer vorerst weiterhin in Windsor auf, wo er seine persönliche Statistik auf einen Punkteschnitt von über 1,0 pro Spiel steigerte. Im März 1981 gab er sein Debüt für die Whalers in der National Hockey League (NHL) und verzeichnete in der Folge drei Einsätze in der höchsten Liga Nordamerikas. Diesen sollten in der Folgesaison allerdings nur sieben weitere folgen, da er für ein letztes Jahr zu den Spitfires zurückkehrte. Anschließend wechselte der Kanadier fest in die Organisation der Whalers, kam dort jedoch vorerst hauptsächlich für deren Farmteam, die Binghamton Whalers, in der American Hockey League (AHL) zum Einsatz.
Mitte der Spielzeit 1984/85 etablierte sich MacDermid schließlich im NHL-Aufgebot der Whalers und erreichte dort 1988/89 mit 44 Scorerpunkten aus 74 Spielen die beste Offensivstatistik seiner Karriere. Nach knapp acht Jahren in Hartford wurde er im Dezember 1989 im Tausch für Randy Cunneyworth an die Winnipeg Jets abgegeben, wobei zu diesem Zeitpunkt nur fünf Spieler mehr Einsätze in der regulären Saison für das Team absolviert hatten als MacDermid (373).

### Stete Wechsel und Karriereende
In Winnipeg knüpfte der Angreifer mit 36 Punkten in der Saison 1990/91 an vorherige Leistungen an, bevor ihn die Jets bereits im März 1992 für Mike Lalor zu den Washington Capitals transferierten. Dort war er nur etwas mehr als ein Jahr aktiv und wurde schließlich im Juni 1993 samt Reggie Savage zu den Nordiques de Québec geschickt, die im Gegenzug Mike Hough an die Capitals abgaben. Im Trikot der Nordiques erlitt er im November 1993 eine Rückenverletzung, aufgrund derer seine Einsatzzeiten in der Folge deutlich zurückgingen und er seine Karriere nach der Spielzeit 1994/95 schließlich frühzeitig beenden musste. Insgesamt hatte MacDermid 733 NHL-Spiele bestritten und dabei 274 Scorerpunkte erzielt.
Im Sommer 2000 gehörte MacDermid zu einer Investorengruppe, die die Owen Sound Platers aus der OHL kauften. Sie benannten das Juniorenteam in Owen Sound Attack um, wobei er seither dem Management der Klubs angehört.

## Karrierestatistik
(Legende zur Spielerstatistik: Sp oder GP = absolvierte Spiele; T oder G = erzielte Tore; V oder A = erzielte Assists; Pkt oder Pts = erzielte Scorerpunkte; SM oder PIM = erhaltene Strafminuten; +/− = Plus/Minus-Bilanz; PP = erzielte Überzahltore; SH = erzielte Unterzahltore; GW = erzielte Siegtore; 1 Play-downs/Relegation; Kursiv: Statistik nicht vollständig)

## Persönliches
Seine Söhne Lane und Kurtis MacDermid schafften ebenfalls den Sprung in die NHL.